# Shahrestān di Kordkuy
Lo shahrestān di Kordkuy (farsi شهرستان کردکوی) è uno dei 14 shahrestān della provincia del Golestan, in Iran. Il capoluogo è Kordkuy.